# Clasificarea zecimală Dewey

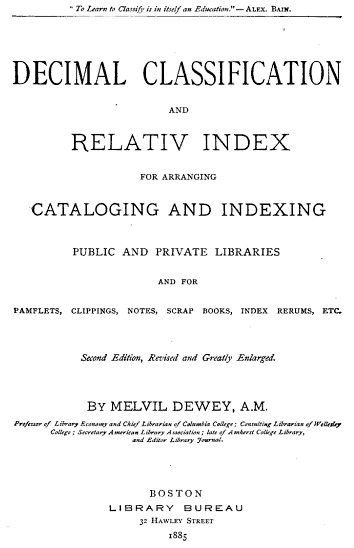

Clasificarea zecimală Dewey, conform originalului Dewey Decimal Classification (acronimul DDC este adesea folosit), numit de asemenea Dewey Decimal System (în română, Sistemul zecimal Dewey) este un sistem de catalogare bibliografică al cărui inventator a fost Melvil Dewey. Folosit prima dată în anul 1876, de către Dewey însuși, a fost ulterior masiv modificat, extins și revizuit. Din 1876 a trecut prin peste 20 de revizuiri (ediții sau variante) majore, dintre care cea mai recentă a fost făcută în 2011. Acest sistem de clasificare organizează și clasifică cărțile pe rafturile unei biblioteci într-un mod specific și într-o ordine repetabilă care ușurează considerabil identificarea, găsirea și plasarea ulterioară a oricărei cărți. Sistemul este utilizat de peste 200.000 biblioteci din cel puțin 135 de țări.

O exprimare codificată de tipul Dewey 21 desemnează a 21-a ediție a sistemului de clasificare Dewey (DDC).

## Alte sisteme de clasificare a publicațiilor
- Clasificarea Zecimală Universală
- Clasificarea Bibliotecii Congresului SUA
- Clasificarea Cutter
- Clasificarea Cunningham
- Clasificarea lui Ranganathan
- Clasificarea bibliografică Bliss
- Clasificarea bibliografică sovietică
- Indexarea coordonată

## Legături externe
- Caracteristici funcționale ale subdiviziunilor comune din sistemul Dewey, Zenovia Niculescu, lisr.ro
- Ediții ale Clasificării Zecimale Dewey, Zenovia Niculescu, lisr.ro
- Structuri auxiliare compoziționale în sistemul Dewey și C.Z.U.: studiu comparativ, Zenovia Niculescu, lisr.ro
- Variante electronice ale limbajelor de indexare cu structură ierarhică Arhivat în 30 decembrie 2021, la Wayback Machine., cachescan.bcub.ro